# Arthur Fils
Arthur Fils (født 12. juni 2004 i Bondoufle, Frankrig) er en professionel tennisspiller fra Frankrig.